# Klaus M. Rarisch

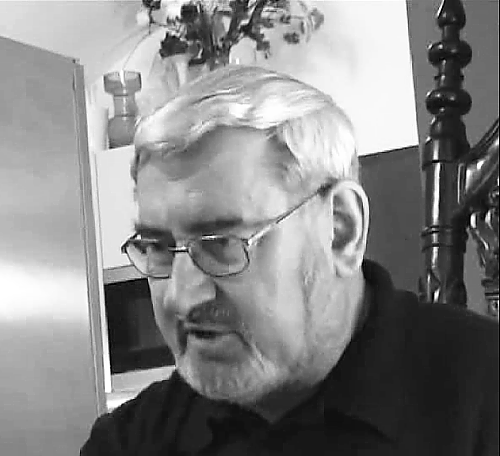
Klaus M. Rarisch liest am 11. November 2008 vor der Herrigschen Gesellschaft, Berlin

Klaus M. Rarisch (* 17. Januar 1936 in Berlin; † 20. Juli 2016 ebendort) war ein deutscher Lyriker.

## Leben
Rarisch arbeitete als wissenschaftlicher Archivar. Er wirkte jahrelang maßgeblich als treibende Kraft literarischer Veranstaltungsreihen der Berliner Gesellschaft Massengrab. Zusammen mit Dieter Volkmann begründete er, angesichts der Atomrüstung ausgehend von einem baldigen Kulturende, eine eigene literarische Richtung, den Ultimismus, der sich dieser Lage zu stellen hätte (vgl. den Finismus).
Er veröffentlichte Lyrik, zumal Sonette, außerdem Essays und Pamphlete über Arno Holz(dessen Nachlass er betreute), Lyriktheorie, die Gruppe 47 und literarisches Cliquenwesen. Zudem übersetzte er Gedichte aus dem Italienischen – unter anderem Giuseppe Gioacchino Belli – und Englischen. 

## Werke (Auswahl)
- Not, Zucht und Ordnung, 1963
- Das Ende der Mafia, 1977
- Das gerettete Abendland, 1982
- Donnerwetter. Meteorologisches Handbuch unter besonderer Berücksichtigung kulturatmosphärisch-klimatokultureller Aspekte, zus. m. Robert Wohlleben, 1987
- Die Geigerzähler hören auf zu ticken, 1990
- Bilanz, 1995
- Hieb- und stichfest. Streitsonette, zus. m. Lothar Klünner, 1996
- Ausfluß der Muse, 1997
- Der Nachgeborene, 2000
- Weibsbilder, 2002
- Des Glaubens aber, 2004
- Um die Wurst. Sonette zur Lage, zus. m. Matthias Koeppel, 2006
- Entferntere Nirwanen, 2007
- Memento mori. 99 Sonette zwischen Tod und Leben, 2008
- Macht die Seelen weit! Tenzone aus 159 Sonetten, zus. m. Matthias Koeppel, (Privatdruck) 2010

## Übersetzung
- Filippo Tommaso Marinetti und Fillia, Die futuristische Küche, Klett-Cotta, Stuttgart 1983 ISBN 3-608-95007-9; it.: La cucina futurista

## Hörspiel
- Die Blechschmiede von Arno Holz. Funk-Bearbeitung von Klaus M. Rarisch, Regie Heinz von Cramer. Bayerischer Rundfunk, Oktober 1979. Von der Akademie der Darstellenden Künste (Frankfurt) als „Hörspiel des Monats“ Oktober 1979 ausgezeichnet.

## Herausgeberschaft
- Ultimistischer Almanach, Wolfgang Hake Verlag, Köln 1965
- Arno Holz. Scherz-Phantasus, Erstveröffentlichung aus dem Nachlass, in: die horen, Nr. 88, 1972
- Arno Holz. Kennst du das Land. Ein lyrischer Schriftwechsel mit Hans Schlegel, Verlag Eremiten-Presse, 1977